# Graciela Ramos Carrasco
Martha Graciela Ramos Carrasco (Chihuahua, 3 de diciembre de 1945) es una política mexicana, defensora de los Derechos Humanos de las Mujeres en el Estado de Chihuahua y a nivel nacional.

## Biografía
La trayectoria de Graciela Ramos ha estado inmersa en la política de Chihuahua, formando parte de diversas organizaciones que se pronuncian por los derechos de las mujeres en Chihuahua, uno de los Estados con mayor incidencia en violencia de género a nivel nacional. Su activismo político se enmarca bajo la crítica de participación y extenuantes jornadas de trabajo desde el rol de género, ser funcionaria y ser madre, como ella lo expresa.
Una de sus primeras participaciones en torno a los Derechos de la mujer fue en la creación del Centro de Atención a la Mujer Trabajadora, fundado en 1990 junto a Diana Álvarez. trabajaron sobre cuatro proyecciones: Contra la violencia Sexual y Familia, Género y pobreza, Construcción Ciudadana de las Mujeres, Sexualidad y Salud Reproductiva, Género y Medio Ambiente. 
Otra de las organizaciones fundadas por ella fue en 1995, Mujeres por México En Chihuahua, A.c,  donde fue coordinadora.
Desde 2010 es parte de la Red Nacional de Defensoras de Derechos Humanos en México (RNDDHM), conformada por 172 defensoras de derechos humanos de 97 diversas organizaciones, ubicadas en 22 estados de la República y La Ciudad de México
En noviembre de 2016, realizó un homenaje a defensoras de derechos humanos y a las víctimas de feminicidio cuyos crímenes siguen impunes en el Estado.

## Propuestas en torno a los Derechos de las Mujeres
En 2016 presentó una propuesta para la reforma de Ley General de Acceso de las Mujeres a una Vida Libre de Violencia,
Como candidata independiente en colaboración con el Congreso tipificación del delito de feminicidio, y las iniciativas de Ley para la Prevención, Combate y Erradicación de la Trata de Personas y Protección, Atención y Asistencia a las Víctimas en el Estado de Chihuahua.
2018 Propuso el Comité evaluador para premio a mujeres destacadas “Premio Municipal a las Mujeres Ejemplares en Cabildo” mujeres que destacan en las siguientes categorías
- Mérito Académico
- Mérito Empresarial
- Mérito Artístico
- Mérito Deportivo
- Mérito Cívico
- Participación Social
- Mérito Político